# Rivière du Bono
La rivière du Bono ou le Sal ou ria du Bono se jette dans la rivière d'Auray, dans le département du Morbihan, dans la région Bretagne. Elle est formée de la rencontre des eaux marines du golfe du Morbihan avec la rivière le Sal.

## Toponymie
« La Sal est aussi appelée : rivière du Bono, à cause d'un petit port de ce nom, situé en la commune de PLOUGOUMELEN, et encore Deur Bihan, ou petites-eaux, parce que la marée n'en permet l'accès qu'aux petits navires. ».

## Géographie

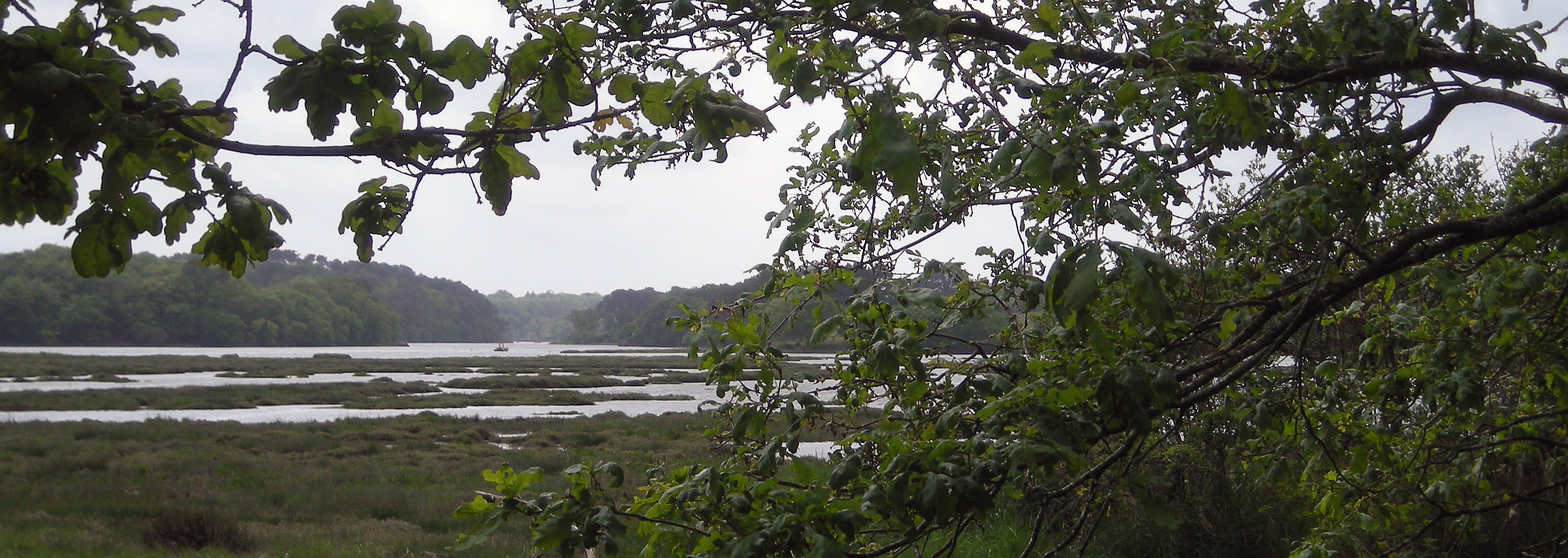
Paysage de la rivière du Bono vers le pont du Bono en aval

La longueur de son cours d'eau est de 24,3 km.
Deux ponts enjambent la rivière du Bono : l'ancien pont, devenu piétonnier, et en aval le pont Joseph-Le-Brix sur lequel passe la route départementale D101. Le petit village du Bono comptait d'assez nombreux pêcheurs dont les bateaux traditionnels s'appelaient les forbans ; ils s'abritaient le long des quais du petit port.
Donnant sur les vasières qui bordent la rive de la rivière, on trouve la chapelle Notre-Dame de Béquerel. Construite au-dessus d'une source réputée miraculeuse, elle est en granit gris. La messe n'y est plus dite par le curé de la paroisse de Plougoumelen que sur demande. Pendant le pardon de Notre-Dame de Bequerel en été, on baignait les vaches et les femmes dans le lavoir alimenté par la source pour leur donner fertilité.
Dans le fond de la rivière, se trouve un cimetière de bateaux de pêche.

### Communes et cantons traversés

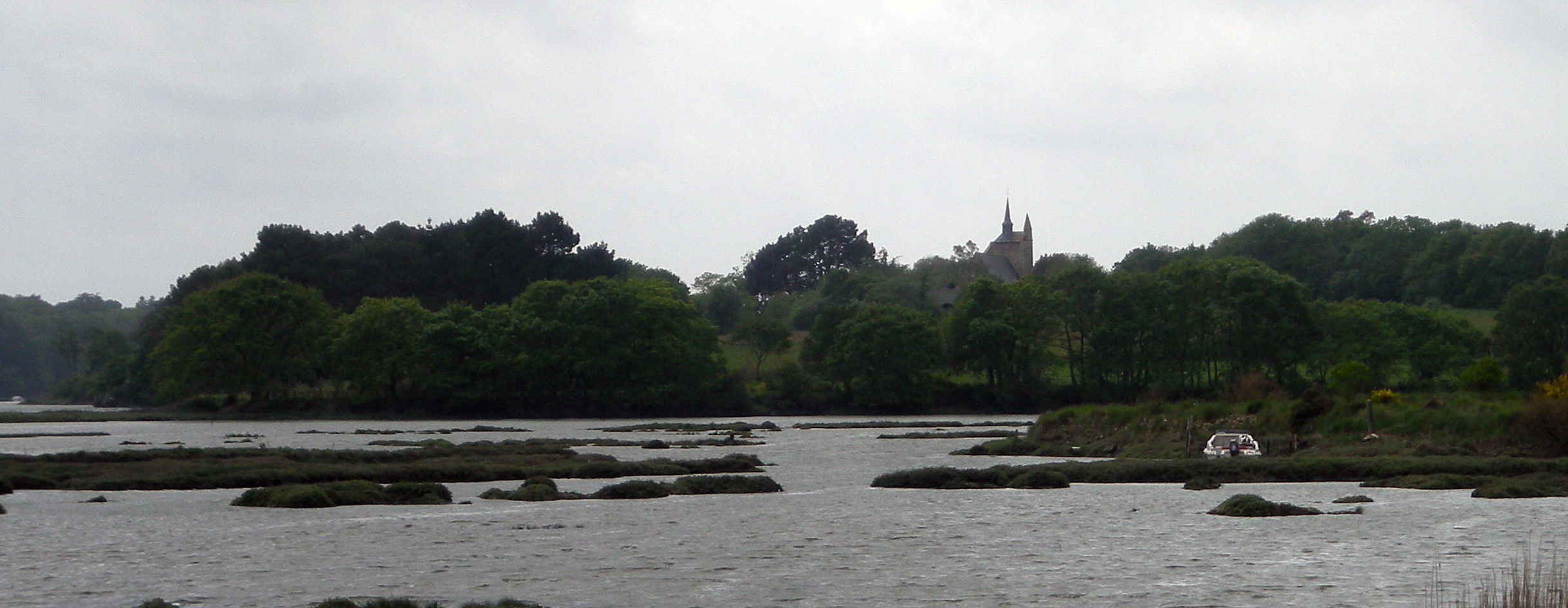
Le clocher de la chapelle Sainte-Avoye (Pluneret) vu des berges de la rivière du Bono.

Dans le seul département du Morbihan le Sal traverse les six communes suivantes, dans trois cantons, de l'amont vers l'aval, de Grand-Champ (source), Plescop, Plumergat, Plougoumelen, Pluneret et Le Bono (embouchure).
Soit en termes de canton, le Sal prend sa source sur le canton de Grand-Champ, traverse le canton de Vannes-2 et conflue dans le canton d'Auray, le tout dans les deux arrondissement de Vannes et arrondissement de Lorient.

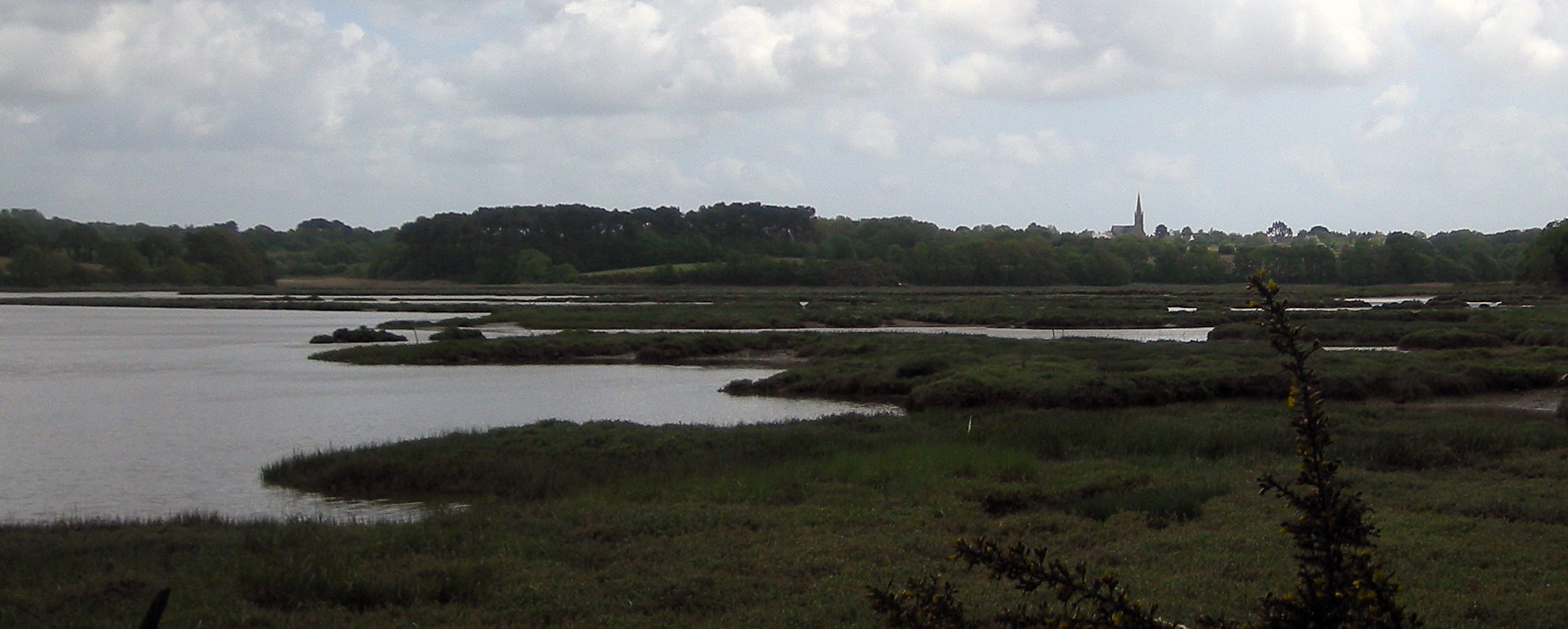
Le clocher de l'église de Plougoumelen depuis la rivière du Bono.

### Bassin versant
Le Sal traverse une seule zone hydrographique « R du Bono & ses affluents » J622 de 115 km2 de superficie. Ce bassin versant est constitué à 80,34 % de « territoires agricoles », à 13,18 % de « forêts et milieux ami-naturels », à 5,10 % de « territoires artificialisés », à 0,96 % de « zones humides », à 0,75 % de « surfaces en eau ».

## Affluents
Le Sal a huit ruisseaux affluents contributeurs référencés et trois sans nom :
- le ruisseau de Bodéan (rd[note 1]), 5,3 km, sur les deux communes de Grand-Champ et Plescop.
- le ruisseau du Pont Normand ou ruisseau de Kersourde (rd), 9,4 km, sur les trois communes de Brandivy, Grand-Champ et Plumergat, avec un affluent :
  - le ruisseau de Guersac'h (rg), 2,3 km sur les deux communes de Plumergat et Grand-Champ.
- le ruisseau Goah Kerubé (rg), 3,7 km, sur les deux communes de Plescop et Plumergat.
- le ruisseau de Léran (rd), 4,9 km, sur les deux communes de Pluneret et Sainte-Anne-d'Auray.
- le ruisseau le Len (rg), 5,3 km, sur les quatre communes de Le Bono, Ploeren, Plougoumelen et Pluneret.
- le ruisseau le Rohu (rd), 5 km, sur la commune de Pluneret.

Donc son rang de Strahler est de deux.

## Aménagements
La route nationale 165 traverse le Sal.